# Philippe de Momper
Philippe de Momper (1598-1634) est un peintre paysagiste flamand et fils du célèbre peintre paysagiste Joos de Momper. Son œuvre était pratiquement inconnu jusqu'à ce qu'un ensemble de peintures, représentant principalement Trévise et Rome, attribuées jadis à son père, lui soient réattribuées.

## Biographie
Philippe de Momper est né à Anvers en tant que fils du célèbre peintre paysagiste Josse de Momper. La famille de Momper est une famille originaire de Bruges, connue pour ses peintres paysagistes et graveurs qui s'étaient installés à Anvers au xvie siècle. Philippe de Momper est l'un des dix enfants de Josse de Momper. Son frère Gaspard a peut-être aussi travaillé comme artiste, mais on sait peu sur sa vie.

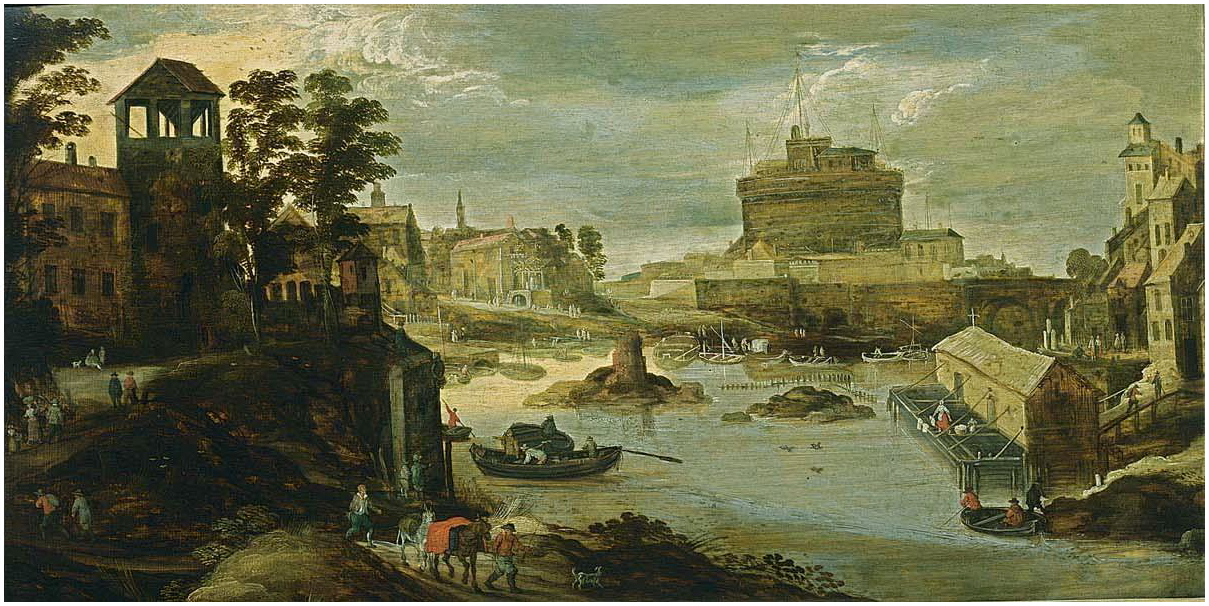
Vue du château Saint-Ange

Philippe de Momper s'entraîne avec son père Joos. Avant son admission comme maître de la guilde anversoise de Saint-Luc, il se rend en Italie en compagnie de son bon ami Jan Brueghel le Jeune, descendant de la célèbre famille Brueghel et fils de Jan Brueghel l'Ancien. Philippe crée à Rome un certain nombre de peintures représentant des scènes de Rome et de ses environs. On pense que Jan de Momper rejoint les Bentvueghels, une organisation de peintres principalement flamands et hollandais actifs à Rome. Il est à Rome entre 1622 et 1624.
Philippe de Momper est de retour à Anvers lorsqu'il joint la Guilde locale de Saint-Luc en tant que "wijnmeester", c'est-à-dire fils d'un membre, le 16 novembre 1624.
Philippe de Momper décède à Anvers en 1634.

## Œuvre
Philippe de Momper est peintre et dessinateur de paysages. Il contribue également les figures dans les compositions d’autres peintres.

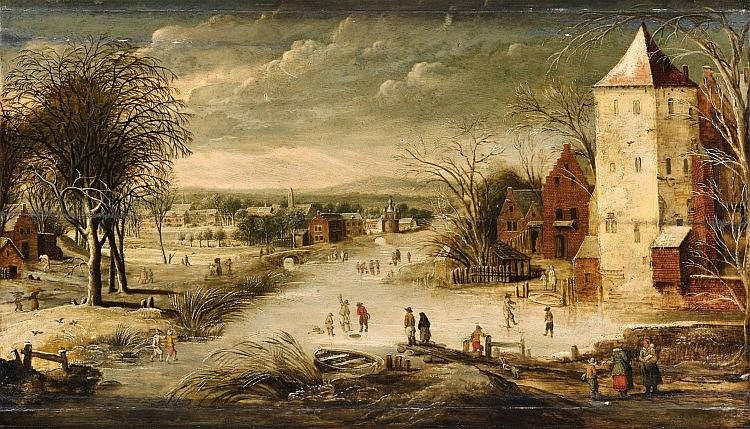
Scène de village en hiver avec des patineurs

Ayant travaillé dans l'atelier de son père, Philippe de Momper connaissait parfaitement le style de son père. Un certain nombre de ses images ont donc été attribuées à son père. Cependant, il a réussi à créer un style indépendant, incorporant ses propres idées et les modes contemporaines. Philippe a également montré une préférence pour certains motifs qui portent sa signature personnelle.
Aucune œuvre signée de l'artiste n'étant connue, il a été difficile de définir son œuvre. Certaines œuvres attribuées à l'origine à son père Joos ont été provisoirement attribuées à Philippe.
Klaus Ertz (en) a identifié un premier ensemble d'œuvres dans une monographie de 1986 sur le père de Philippe, Joos de Momper. Cet ensemble est composé principalement de vues de Trévise et Rome. Ces œuvres, traditionnellement attribuées à son père Joos, montrent une cohérence en termes de contenu et de style. Sur le plan stylistique, leur composition et leur palette de couleurs indiquent en particulier que ces peintures ont probablement été créées dans les années 1620 au plus tôt. Les peintures révèlent une influence italienne importante, probablement attribuable à son voyage en Italie au début des années 1620. Un exemple est la Scène de village au bord d’une rivière, connue comme une vue de Trévise (chez Sotheby's le 26 avril 2007 à Londres, lot 8). Dans cette composition, Phillippe de Momper a capturé la vie quotidienne d'une ville riveraine, supposée être Trévise.

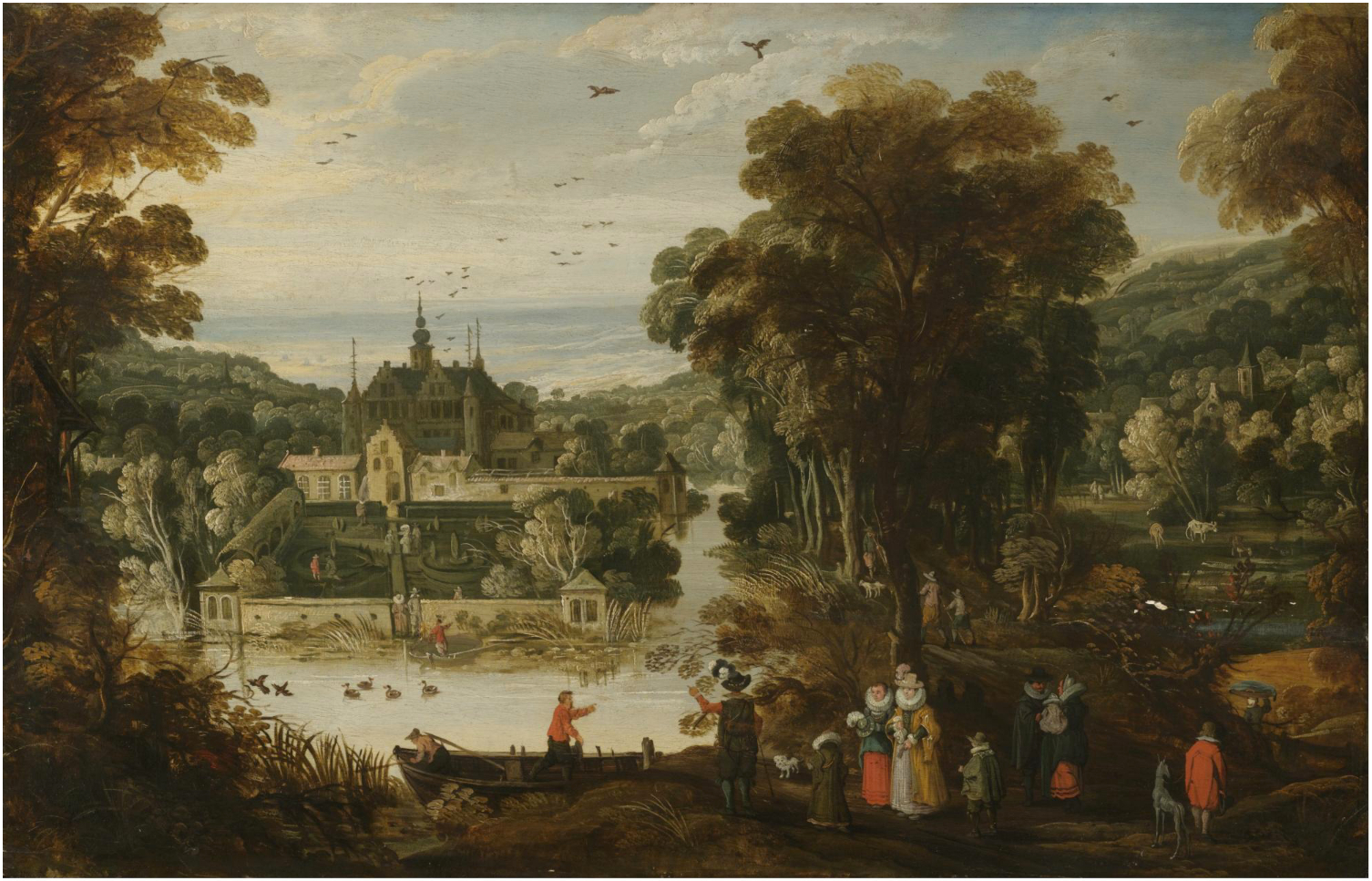
Paysage avec un palais doté de dortoirs et des personnages attendant un traversier

Un autre ensemble de peintures attribué à Philippe, à titre provisionnel, est composé de vues de vallées fluviales étroites. Cet ensemble se distingue de l'œuvre de Joos par la végétation luxuriante et la palette et le toucher moins stridents. L'inclusion dans les images de cerfs au pâturage pacifique est également typique de cet ensemble. Un exemple est Vallée dans un paysage montagneux (Fondation Custodia).
Au Musée des Beaux-Arts et d'Archéologie de Châlons-en-Champagne un ensemble de tableaux : attribuées atelier de Momper :

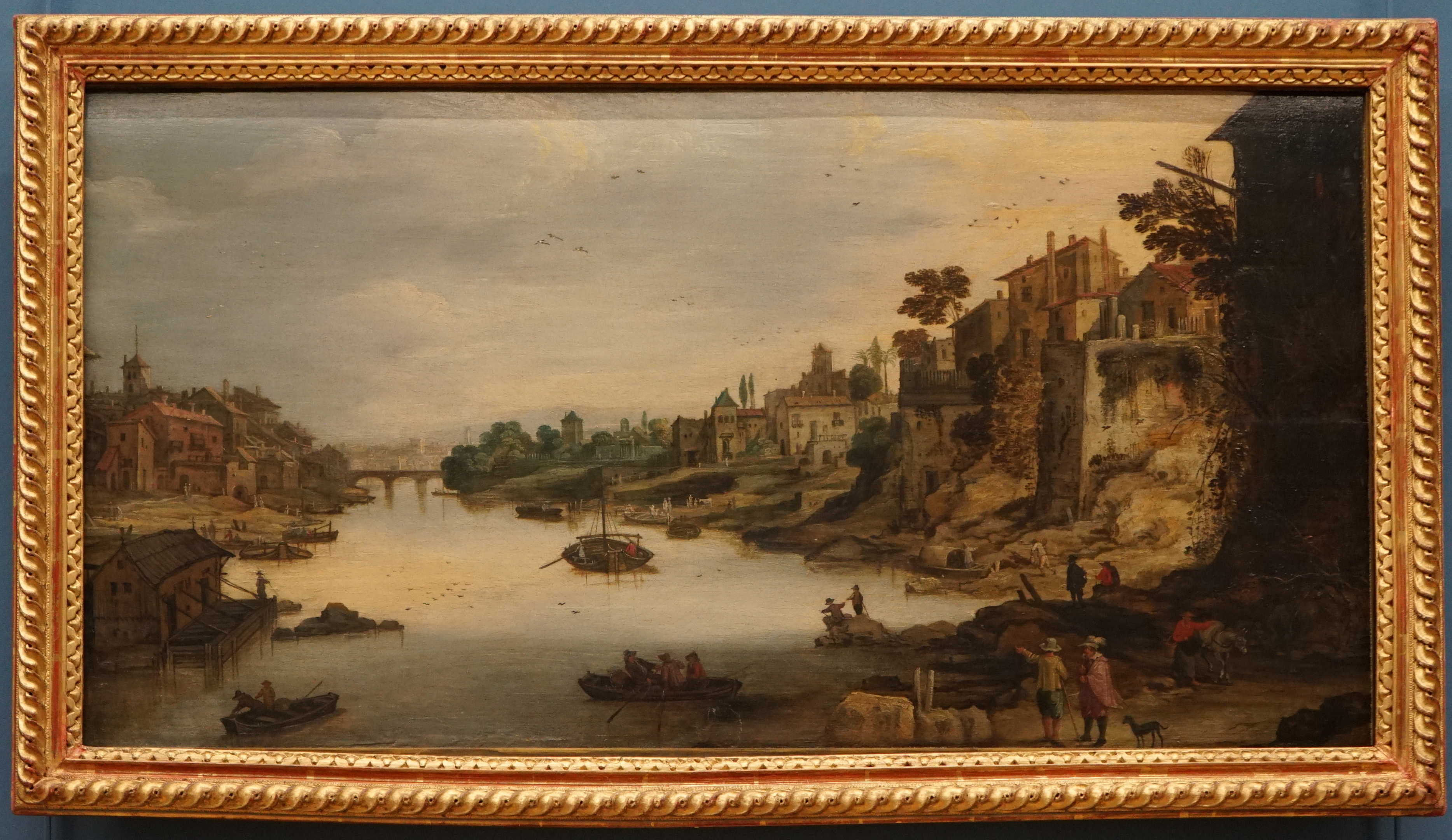
Le Tibre
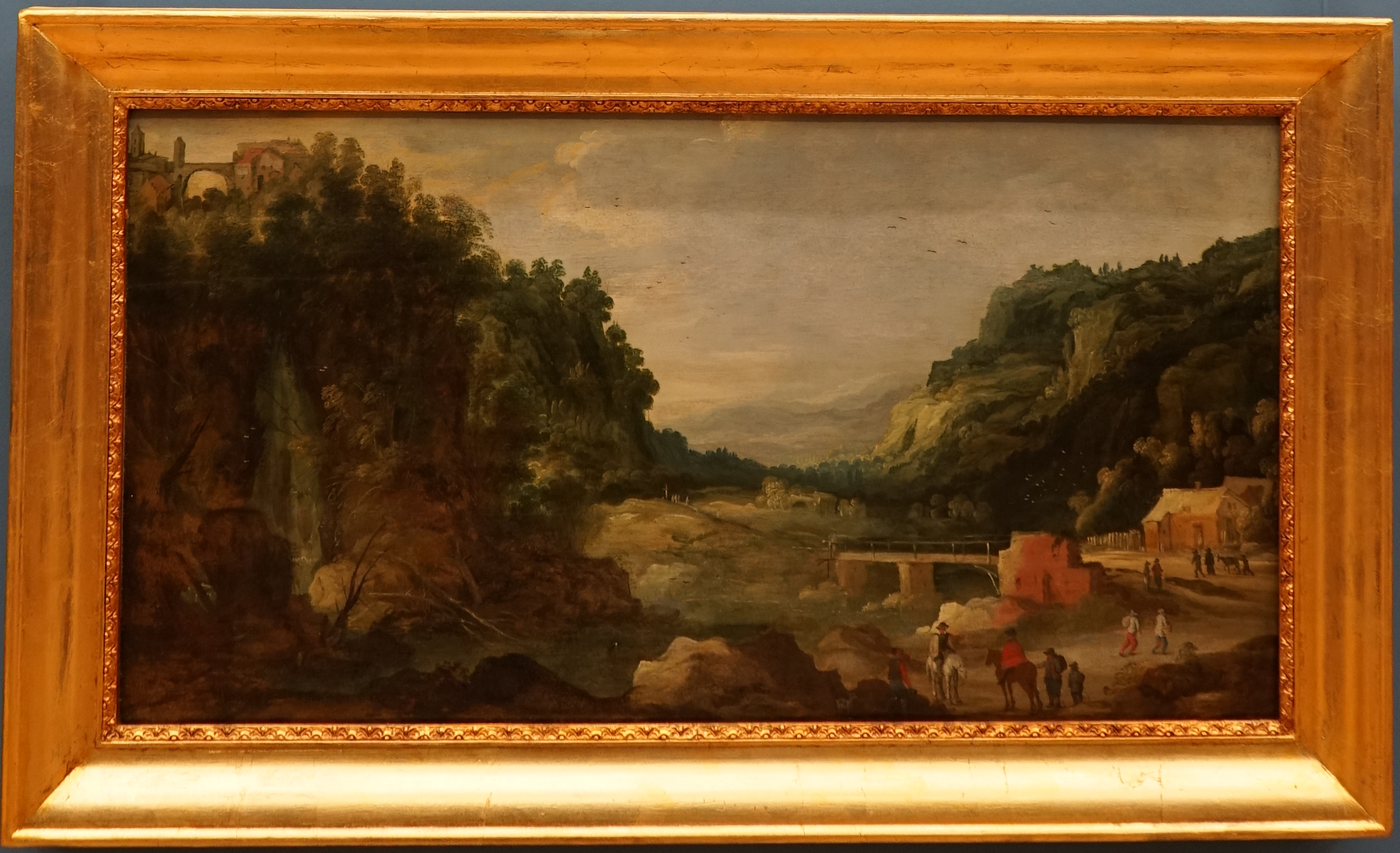
Paysage à la cascade
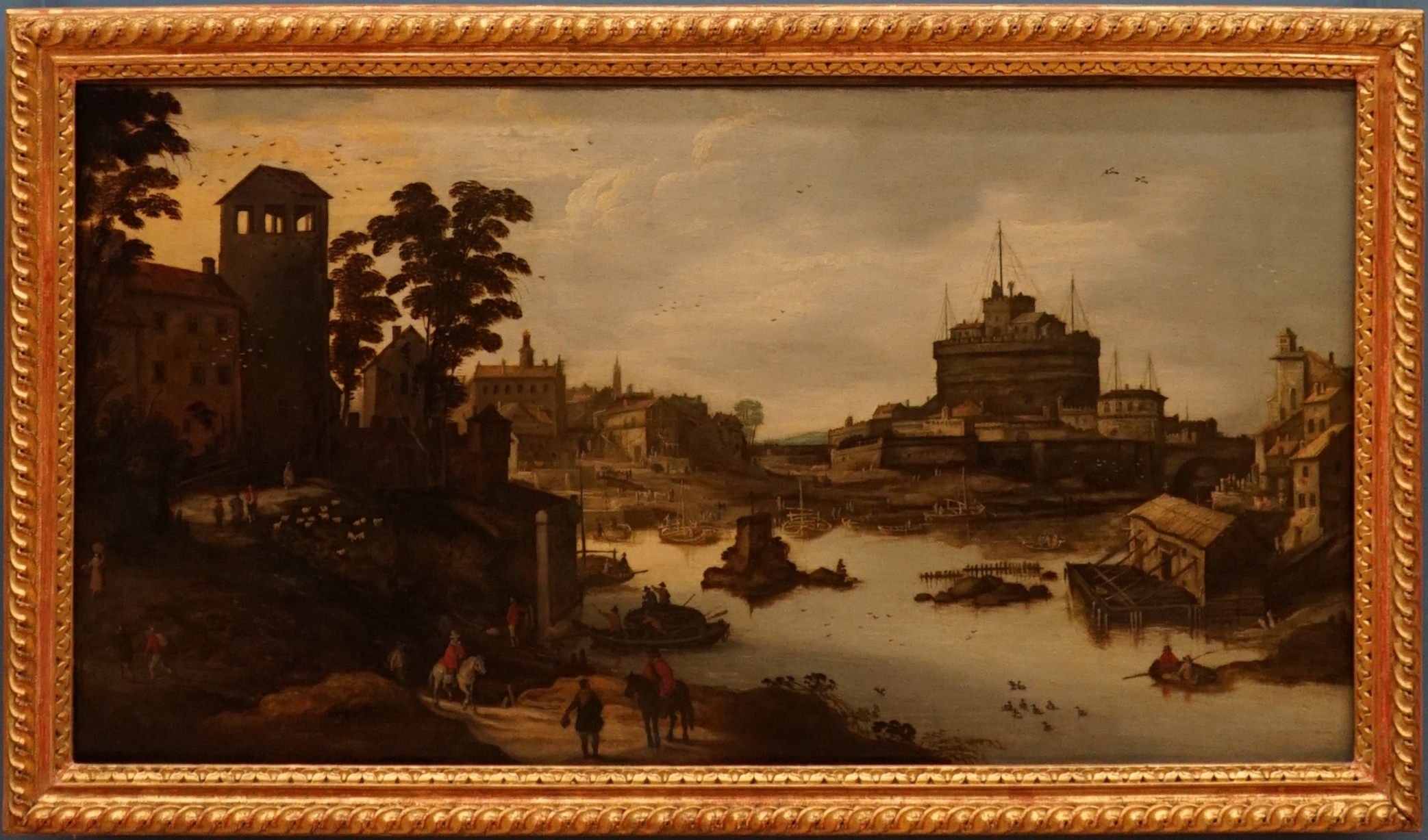
Château st-Ange, autre version
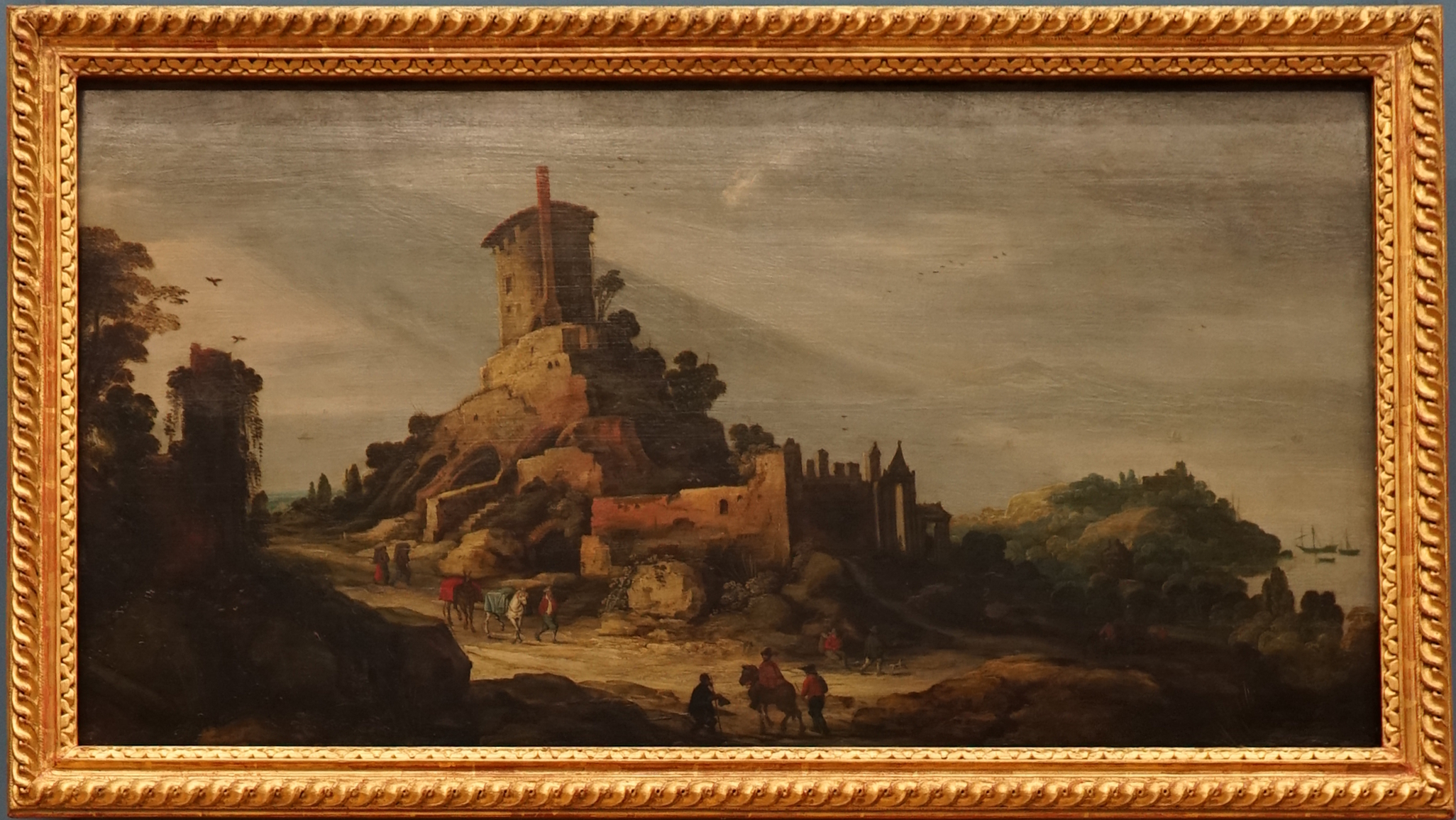
Campagne romaine